# Rackberget
Rackberget är ett naturreservat i Älvsbyns kommun i Norrbottens län.
Området är naturskyddat sedan 1966 och är 1,3 kvadratkilometer stort. Reservatet omfattar södra delen av Rackberget öster om Älvsbyn och Piteälven. Reservatet består av gammal tallskog. 